# Munt la Schera
Der Munt la Schera ([ˌmʊntlɐˈʃɛːrɐ]ⓘ, 2586,7 m ü. M.) ist ein Berg in der Umbrailgruppe der Ortler-Alpen bzw. Bündner Alpen. Er befindet sich im Schweizer Kanton Graubünden auf dem Gebiet der Gemeinde Zernez.
Der Berg liegt im Schweizerischen Nationalpark zwischen den Tälern des Ofenbachs (Rätoromanisch Ova dal Fuorn) im Norden, des Spöl im Südwesten, das Galltals im Süden und des Bachs Ova da Chaschabella im Südosten. Die Bergkette mit dem Munt Chavagl und dem Munt Buffalora besteht geologisch gesehen aus verschiedenen Sedimentgesteinen, vor allem aus Konglomeraten, Sandstein und Dolomit. Die steilen Bergflanken sind bis auf eine Höhe von rund 2000 Metern von Wald bedeckt, vor allem dem Wald God la Schera im Süden. Über diesem Waldgebiet liegt der Wirtschaftsbetrieb Alp la Schera, der nur über Fusswege erreichbar ist.
Am Nordfuss des Munt la Schera verläuft die Ofenpassstrasse, im Süden liegt der See Lago di Livigno, der sich mehrheitlich auf italienischem Staatsgebiet befindet, mit der Staumauer bei der Örtlichkeit Punt dal Gall. Vom Livigno-Stausee fliesst das Wasser zum grössten Teil durch einen Stollen zum Kraftwerk Ova Spin der Engadiner Kraftwerke und das Restwasser in die Spölschlucht.
In der Schweiz spricht man von Bündner Alpen; hier schließen sich im Norden (jenseits der Ova dal Fuorn) die Sesvennagruppe und im Westen (jenseits des Spöls) die Livigno-Alpen an.
Ein Strassentunnel unter dem Munt la Schera verbindet das Engadin mit Livigno. Er befindet sich im Eigentum der Engadiner Kraftwerke, die für die Benutzung eine Maut erheben.
Über den Munt la Schera führt ein Wanderweg (Route 15 des Schweizerischen Nationalparks), der mit einem geologischen Lehrpfad verbunden ist. Zu den Sehenswürdigkeiten dieses Wanderwegs gehören alte Bergwerksstollen bei Buffalora und Erdströme am Munt Chavagl.